# Die Abenteuer des Huckleberry Finn

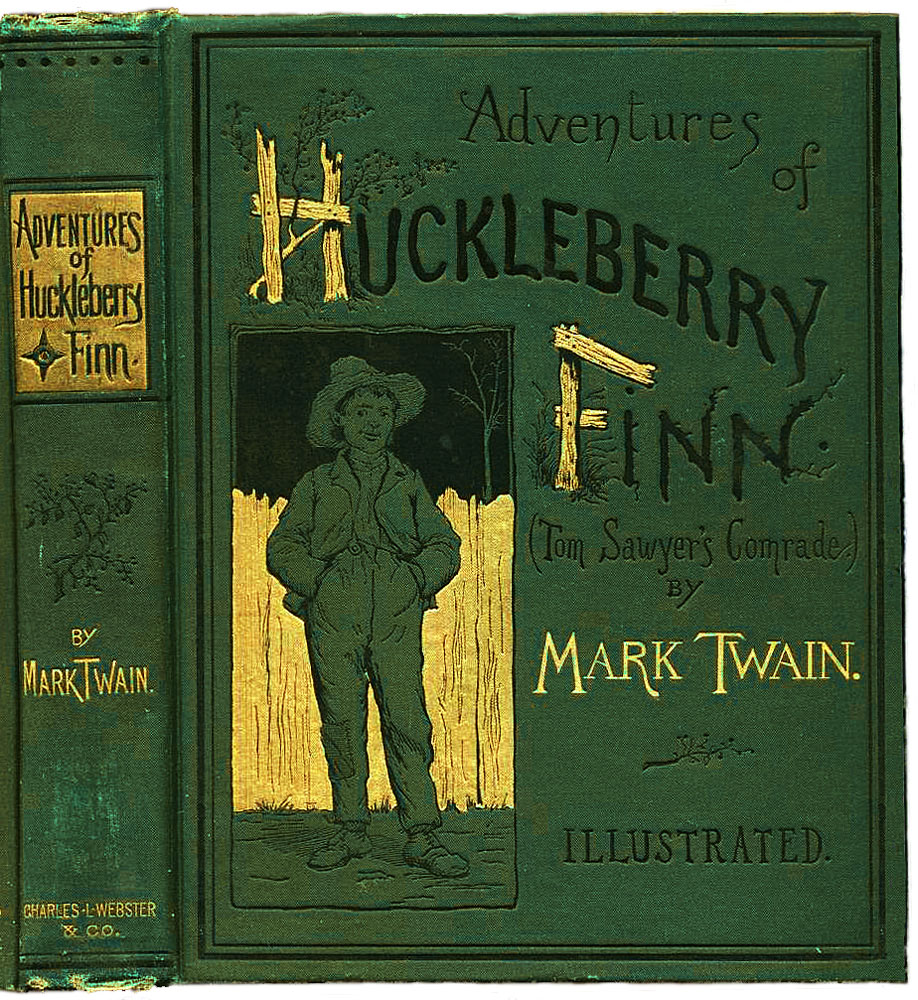
Buchdeckel der US-amerikanischen Erstausgabe von 1885

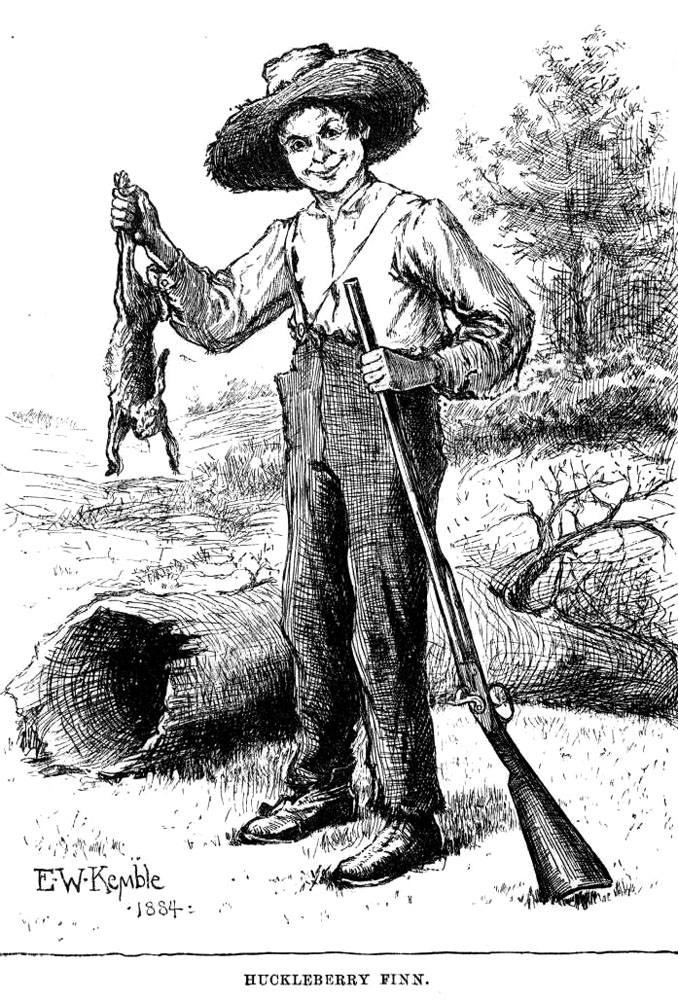
Huckleberry Finn, Illustration der Ausgabe von 1884

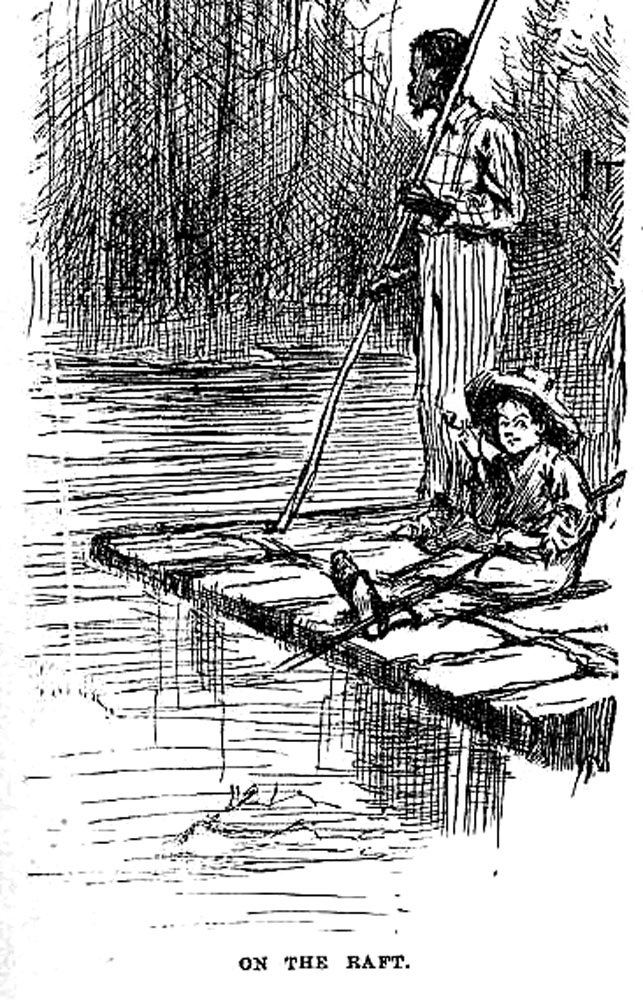
Huckleberry Finn und Jim auf dem Floß, Illustration der Ausgabe von 1884

Die Abenteuer des Huckleberry Finn (im Original Adventures of Huckleberry Finn) ist der erfolgreichste Roman von Mark Twain und gilt als Schlüsselwerk der US-amerikanischen Literatur. Er wurde am 10. Dezember 1884 in Großbritannien und Kanada und am 18. Februar 1885 in den Vereinigten Staaten veröffentlicht. Die erste deutsche Übersetzung verfasste Henny Koch mit dem Titel Huckleberry Finns Abenteuer und Fahrten (1890).
Der Ich-Erzähler ist Huck Finn selbst. Mark Twain simuliert die Perspektive und die Sprache eines Jungen, der seiner Zeit und seiner Umwelt verhaftet ist, sie aber auch in Frage stellt.

## Handlung
Das Buch liefert eine detailreiche Beschreibung der Menschen und Orte an den Ufern des Mississippi und gibt ernüchternde und bissige Einblicke in die fest verwurzelten Verhaltensweisen dieser Zeit, insbesondere den Rassismus und die Sklaverei. Das Buch wird bisweilen selbst als rassistisch missverstanden, weil Jim durchweg als „Nigger“ bezeichnet wird. Mark Twain übernimmt damit gewollt eine zu der Zeit gebräuchliche Anrede für Afroamerikaner, so wie er die handelnden Figuren auch in unterschiedlichen regionalen und subkulturellen Dialekten sprechen lässt. Dieser Ansatz wird heute kritisch diskutiert. In der 2011 durch den Verlag NewSouth veröffentlichten englischsprachigen Ausgabe des Buches wurde das Wort „Nigger“ im Text durch „Slave“ ersetzt.
In dem Roman gehen ein unbeschulter, individualistischer weißer Außenseiter und ein rechtloser dunkelhäutiger Sklave zusammen erfolgreich ihren widrigen Weg den Mississippi stromab. Der Roman gilt in der landläufigen Amerikanistik als eine der klassischen Verkörperungen des amerikanischen Traumes, des Strebens nach Glück, wie es in der Amerikanischen Unabhängigkeitserklärung proklamiert wurde. Er kann dadurch, dass Twain darin ganz selbstverständlich beide gemeinsam dieses „Glück“ (in Form eines zumindest menschenwürdigeren Lebens) „anstreben“ lässt, vor allem als eine eindeutige politische Stellungnahme gegen den Rassismus angesehen werden, der Schwarze zu der beschriebenen Zeit und noch lange danach von diesem – nur theoretisch für „alle“ proklamierten – Recht ausschloss.

### Das Leben in St. Petersburg
Der Roman beginnt in Missouri am Ufer des Mississippi River in der fiktiven Stadt St. Petersburg, die dem Ort Hannibal nachempfunden ist, wo Mark Twain aufwuchs. Er spielt irgendwann zwischen 1835 (als das erste Dampfschiff den Mississippi befuhr) und 1845. Zwei junge Burschen, das Waisenkind Tom Sawyer und Huckleberry Finn, sind durch frühere Abenteuer zu einer beträchtlichen Geldsumme, jeweils 6000 Dollar, gekommen. Huck steht zu Anfang unter der Vormundschaft der Witwe Douglas, die zusammen mit ihrer Schwester Miss Watson versucht, ihn zu „zivilisieren“. Huck freut sich über ihre Bemühungen, findet aber zivilisiertes Leben zu beschränkt. Am Anfang der Geschichte erscheint kurz Tom Sawyer und hilft Huck nachts bei seiner Flucht aus dem Haus, vorbei an Miss Watsons Sklaven Jim, der später eine wichtige Rolle spielen wird. Sie treffen sich in der selbsternannten Bande Tom Sawyers, die sich – nach deutlichem literarischen Vorbild – vornimmt, abenteuerliche Aktionen und Verbrechen zu begehen. Das Leben von Huck wird allerdings durch das plötzliche Auftauchen seines Vaters massiv verändert. Dieser ist ein chronischer Trunkenbold, der sich nur selten blicken lässt, dann aber das Verprügeln seines Sohnes als berechtigte „Erziehung“ ansieht. Hucks Vater hat erfahren, dass sein Sohn zu Geld gekommen ist, und will es ihm abknöpfen. Huck wehrt sich anfangs erfolgreich dagegen, kann aber nicht verhindern, dass er von seinem Vater gekidnappt und gezwungen wird, mit ihm in einer Hütte auf einer einsamen Insel im Fluss zu leben. Dort hat er seinen Sohn ständig im Auge oder sperrt ihn ein, wenn er ihn für längere Zeit allein zurücklässt.
Huck gelingt es schließlich, aus seinem Gefängnis zu entkommen. Raffiniert schafft er es auch, seine eigene Ermordung vorzutäuschen, um dem Vater zu suggerieren, dass weitere Nachstellungen sinnlos wären. Huck begibt sich mit einem Boot auf den Mississippi und fährt einer ungewissen Zukunft entgegen.

### Das Hausboot und Huck als Mädchen
Huck lebt zunächst durchaus glücklich auf einer verwilderten, unbewohnten Insel namens Jackson's Island im Mississippi. Unerwartet trifft er auf den Sklaven Jim, der seiner Besitzerin Miss Watson weggelaufen ist, weil sie ihn für 800 Dollar nach New Orleans verkaufen will, wo das Leben für Sklaven noch härter ist. Damit beginnt eine lange gemeinsame Flucht.
Jim versucht, einen Weg zur Stadt Cairo in Illinois zu finden, um von dort nach Ohio zu kommen, einem freien Staat, um seiner Familie die Freiheit zu erkaufen. Zunächst überlegt Huck, ob er Jims Flucht melden soll. Aber schließlich reisen sie zusammen und führen ausführliche Gespräche über ihr Leben. Huck erfährt dadurch viel über Jims Vergangenheit und bekommt zunehmend Verständnis für seine Situation. Im Laufe dieses Prozesses ändert er seine Ansichten über die Sklaverei und über das Leben im Allgemeinen.
Huck und Jim bleiben zunächst in einer Höhle auf einem Hügel auf Jackson’s Island, um einen schweren Sturm zu überdauern. Wenn sie können, schnorren sie rund um den Fluss auf der Suche nach Nahrung, Holz und anderem. Eines Nachts finden sie ein Floß und benutzen es später für ihre große Reise auf dem Mississippi. Später stoßen sie auf ein ganzes schwimmendes Haus und stehlen daraus alles, was sie greifen können. Jim findet in einem Raum dieses Hauses einen Mann, der tot auf dem Boden liegt, dem offensichtlich in den Rücken geschossen wurde, während man versuchte, das Haus zu plündern. Er verwehrt Huck den Blick auf das Gesicht des Mannes.
Huck will sich über die neuesten Nachrichten der Gegend informieren und kommt daher auf die Idee, sich als Mädchen zu verkleiden und sich in irgendeinem Haus mit einer erfundenen Geschichte unter dem Namen Sarah Williams vorzustellen. Er betritt das Haus einer Frau namens Judith Loftus, die neu in der Gegend ist, und glaubt daher, von ihr nicht erkannt zu werden. Während sie reden, erfährt Huck, dass 300 Dollar Belohnung ausgesetzt sind für Jim, dem vorgeworfen wird, Huck ermordet zu haben. Huck verrät sich und seine Lügengeschichte damit, dass er seinen Vornamen bei einer Wiederholung falsch angibt, und weil er eine Nadel nicht einfädeln kann, was zur damaligen Zeit jedes Mädchen konnte. Die Frau geht gnädig mit ihm um und will ihm sogar helfen. Sie weist aber in Unkenntnis seiner wahren Identität darauf hin, dass ihr Mann und einige andere die Insel, auf der die beiden hausen, bereits in Verdacht haben, Jim als Aufenthalt zu dienen, und sie sie bald überprüfen wollen. Huck kehrt sofort auf die Insel zurück, weckt den schlafenden Jim und erklärt ihm, dass sie beide sofort fliehen müssen. In großer Eile packen beide ihre Habseligkeiten auf das Floß und fliehen.

### Die Grangerfords und die Shepherdsons
Das Floß der beiden wird von einem vorbeifahrenden Dampfer überrannt, dadurch werden die beiden getrennt. Huck schwimmt an Land und wird in der wohlhabenden Familie Grangerford aufgenommen. Er freundet sich mit einem der jüngeren Söhne namens Buck an, einem gleichaltrigen Jungen, und erfährt, dass die Grangerfords in eine 30-jährige Blutrache gegen eine andere Familie, die Shepherdsons, einbezogen sind, von der aber keiner mehr genau weiß, worum es anfänglich ging. Die Grangerfords und die Shepherdsons gehen regelmäßig in die gleiche Kirche. Beide Familien bringen dabei stets Waffen mit, trotz der Predigt in der Kirche, die zur brüderlichen Liebe aufruft.
Das Geschehen erreicht einen Höhepunkt, als Bucks Schwester Sophia mit Harney Shepherdson durchbrennt. In einer dadurch ausgelösten Schießerei sterben alle übrigen Männer der Familie Grangerford; beim Anblick der Leiche seines Freundes Buck ist Huck zu verstört, um über das Geschehene zu schreiben. Allerdings beschreibt er, wie er knapp seinem eigenen Tod entkam, und die spätere Wiedervereinigung mit Jim. Beide setzen ihre Flucht nach Süden auf ihrem alten, wider Erwarten unzerstörten Floß fort.

### Der Herzog und der König
Weiter unten am Fluss retten Jim und Huck zwei berufsmäßige Betrüger, die ebenfalls auf das Floß kommen. Der jüngere der beiden, ein Mann von etwa dreißig Jahren, stellt sich als Sohn eines englischen Herzogs vor, des Herzogs von Bridgewater. Er sei der rechtmäßige Nachfolger seines Vaters. Der ältere, etwa siebzig, behauptet sogar, er sei der Sohn von Ludwig XVI. und damit rechtmäßiger König von Frankreich. Diese beiden, der „Herzog“ und der „König“, überreden Jim und Huck, auf dem Floß mitreisen zu dürfen. Während der Reise nach Süden begehen sie diverse Betrügereien.
Einmal kommen sie in eine Stadt und mieten das Gerichtsgebäude für eine Nacht, um dort Plakate zu drucken, die eine Theateraufführung ankündigen, die sie das „Königliche Unvergleichliche“ nennen. Das Spiel entpuppt sich während der Aufführung als eine rohe Angelegenheit, und dies ärgert die Städter, die dafür gezahlt haben. Anstatt sich an den Schauspielern zu rächen, kommen sie auf die Idee – um nicht alleine als die Dummen dazustehen – die anderen Stadtbewohner ebenfalls ins Theater zu kriegen, indem sie ihnen vorlügen, es sei ein ganz wunderbares Stück.
In der Zwischenzeit kommt am Tag des Spiels ein Betrunkener namens Boggs in die Stadt und erregt Aufruhr, indem er einen bekannten Südstaatler namens Colonel Sherburn mit dem Tode bedroht. Dieser zeigt sich öffentlich, warnt Boggs und stellt ihm ein Ultimatum bis 1 Uhr. Bis dahin darf er ihn beleidigen, aber nicht später. Boggs behält aber sein Verhalten auch bis nach 1 Uhr bei, woraufhin Colonel Sherburn ihn erschießt.
Jemand in der Menge schreit, dass Sherburn gelyncht werden sollte, und alle machen sich auf zu seinem Haus, um ihn zu töten. Dort erwartet sie Colonel Sherburn mit geladenem Gewehr. Er hält eine längere Rede über die allgemeine Gemeinheit und Feigheit der amerikanischen Rechtsprechung. Er wirft der hysterischen Meute vor, sich völlig blind und ohne jede Vernunft einem Anführer untergeordnet zu haben. Er behauptet, dass solches Lynchen meist nur gelingt, wenn es sich um „echte Männer“ handelt, die nur nachts mit Masken ihr Tun verrichten würden (In dieser Rede bringt Mark Twain seine eigenen misanthropischen Ansichten zum Ausdruck: Huck, der Ausgestoßene, flieht aus dem Süden, während Sherburn, der Gentleman, diese Gesellschaft zurechtweist, wenn auch in einer zynischen und brutalen Weise).
Als der „König“ und der „Herzog“ versuchen, das Stück zum dritten Mal aufzuführen, sind die Einwohner entschlossen, sich das nicht bieten zu lassen, und kommen mit diversen Wurfgeschossen ins Theater, was aber von den anderen bemerkt wird. Alle vier fliehen umgehend aus der Stadt und fahren auf dem Floß weiter den Mississippi hinunter.
Die Betrügereien des „Königs“ und des „Herzogs“ erreichen ihren Höhepunkt, als sie versuchen, sich in einer anderen Stadt als Brüder des soeben verstorbenen und sehr vermögenden Peter Wilkes auszugeben. Die notwendigen Detailkenntnisse haben sie sich kurz zuvor von einem weiteren, nichts ahnenden Familienmitglied besorgt. Sie gewöhnen sich einen absurden englischen Akzent an. Der „König“ schafft es, die meisten Einwohner der Stadt davon zu überzeugen, dass er und der „Herzog“ die beiden Brüder des Verstorbenen sind, die gerade eben aus England gekommen seien. Im Folgenden versuchen sie, sich einen Großteil des Erbes anzueignen. Ein einziger Mann aus dem Freundeskreis des Verstorbenen bezichtigt sie öffentlich des Betruges, allerdings vorerst ohne Erfolg. Trotzdem werden die beiden Betrüger vorsichtig. Der „Herzog“ will sofort fliehen, aber der „König“ will noch mehr aus dem Erbe an sich reißen und behauptet, es bestünde wenig Gefahr, „weil die meisten Trottel auf ihrer Seite stünden, und das sei schließlich die Mehrheit in jeder Stadt“ (auch in diesem Satz vermutet man ein „Glaubensbekenntnis“ von Mark Twain).
Huck ist entsetzt über den Plan der beiden, den Töchtern des Verstorbenen ihr Erbe wegzunehmen, und plant seinerseits, diesen Diebstahl rückgängig zu machen. Außerdem wendet er sich gegen den Plan der Betrüger, die Sklaven des Verstorbenen einzeln zu verkaufen und dadurch von ihren Familien zu trennen. Huck stiehlt das bisher geraubte Geld und versteckt es in dem noch offenen Sarg. Er fasst den Plan, von einer anderen Stadt aus einer der Töchter zu schreiben, wo sich das Geld befindet. Aber in dem ganzen Durcheinander weiß er selbst nicht mehr, ob das Geld nun im Sarg ist oder ob es jemand herausgenommen hat.
Kurz danach geraten die beiden Betrüger erneut in Schwierigkeiten, weil die angeblich wahren Brüder des verstorbenen Peter Wilkes, jedoch ebenfalls zwei Betrüger auftauchen. Als das Geld in Wilkes Sarg gefunden wird, gelingt es den beiden Betrügern, in der allgemeinen Konfusion zu fliehen und auf das Floß zu Huck und Jim zurückzukehren. Huck selbst ist sehr enttäuscht, weil er gehofft hat, die beiden endgültig abgehängt zu haben.

### Jims Flucht
Während der weiteren Flucht beschließt der „König“, Jim zu verkaufen, als Huck gerade in einer nahe gelegenen Stadt unterwegs ist. Huck ist empört über diesen erneuten Verrat und gerät in einen Gewissenskonflikt. Einerseits sagt er sich, dass seine Unterstützung für Jims Flucht gleichzeitig ein Vergehen am „Eigentum“ von Jims Besitzerin Miss Watson ist. Aber Huck riskiert es, „zur Hölle zu gehen“, und beschließt, Jim weiterhin bei seiner Flucht zu helfen.
Huck erfährt, als er das Haus besucht, zu dem Jim verkauft wurde, dass der „König“ ihn für 40 Dollar verkauft hat. Zu einem erstaunlichen Zufall kommt es, als entdeckt wird, dass die neuen Besitzer von Jim, Herr und Frau Phelps, Onkel und Tante von Tom Sawyer sind, der zu einem Besuch erwartet wird, den sie aber schon lange nicht mehr gesehen haben. Nun wird Huck selbst für Tom Sawyer gehalten, und er lässt Toms Verwandte in diesem Irrglauben in der Absicht, damit Jim zur Flucht zu verhelfen. Da erscheint Tom selbst, gibt sich aber, als er Hucks Plan erfährt, nunmehr selbst als sein eigener jüngerer Bruder Sid aus.
Jim sorgt dafür, dass die beiden Betrüger ihr gewohntes Täuschungsmanöver mit dem Theaterstück nicht schon wieder durchführen können. Beide werden von den Städtern gefangen genommen, geteert und gefedert und schließlich aus der Stadt gejagt.
Anstatt Jim einfach aus dem Schuppen zu befreien, in dem er festgehalten wird, entwickelt Tom einen ausgeklügelten und abenteuerlichen Befreiungsplan. Hier spielen geheime Botschaften, versteckte Tunnel und eine Strickleiter eine Rolle, die in einer Mahlzeit versteckt wird, und andere Elemente aus den populären Romanen. Dazu gehört auch eine Nachricht an die Phelps, die angeblich von einem Indianerstamm handelt, der seinen entflohenen Sklaven sucht. Bei der folgenden Flucht wird Tom ins Bein geschossen. Anstatt an seine erfolgreiche Flucht zu denken, besteht Jim darauf, dass Huck für einen Doktor sorgt, der Tom ärztlich betreut. Das ist das erste Mal, dass Jim etwas für einen weißen Menschen fordert. Huck erklärt sich das folgendermaßen: „Ich wusste immer, dass er innerlich weiß ist, also ist das in Ordnung.“ Jim und Tom werden eingefangen und vom Doktor zurückgebracht.

### Schluss
Nachdem Jim wieder bei seinen neuen „Besitzern“ angelangt ist, lösen sich die restlichen Probleme wie von selbst. Toms Tante Polly erscheint und klärt die wahre Identität von Tom und Huck auf. Tom gibt bekannt, dass Jim schon seit einigen Wochen frei ist, denn Miss Watson verstarb vor zwei Monaten und hat Jim in ihrem Testament die Freiheit geschenkt. Aber Tom hat das nicht direkt sagen wollen, damit er seinen abenteuerlichen Befreiungsplan durchführen konnte. Jim erzählt Huck, dass dessen Vater schon seit geraumer Zeit tot ist – er war der Tote, den sie in der schwimmenden Hütte gefunden hatten – und Huck ohne Angst nach Sankt Petersburg zurückkehren kann. Abschließend erklärt Huck, dass er ganz froh sei, diese Geschichte schriftlich erzählt zu haben, und dass er, anstatt sich von Toms Familie adoptieren und „zivilisieren“ zu lassen, lieber nach Westen ins Indianerterritorium gehen wolle.

## Figuren
Huckleberry „Huck“ Finn: Der Hauptcharakter und Erzähler des Romans, ein 13-jähriger Junge aus St. Petersburg, Missouri. Sein Vater ist der Trinker des Dorfes, und Huck muss oft mit seiner eigenen Intelligenz überleben. Er ist ein nachdenklicher und kluger Junge, der dazu neigt, seine eigenen Schlüsse zu ziehen, die oft im Widerspruch zu den gesellschaftlichen Normen stehen.
Tom Sawyer: Hucks Freund und der Hauptcharakter des Romans Tom Sawyer, dessen Fortsetzung Huckleberry Finn ist. Tom ist ein dominanter Charakter mit einer lebhaften Fantasie, der verrückte Pläne aus Abenteuerromanen übernimmt. Toms strikte Bindung an gesellschaftliche Normen bringt ihn schließlich in Einklang mit den „zivilisatorischen“ Kräften, die Huck im Laufe der Zeit kritisiert und aufgegeben hat.
Jim: Einer der Sklaven von Miss Watson, ein abergläubischer, aber kluger und praktischer Charakter. Jims Opferbereitschaft und Freundschaft zeigen Huck, dass Menschlichkeit nichts mit Rasse zu tun hat. Als entflohener Sklave gerät er oft in demütigende Situationen.
Pap Finn: Hucks Vater und der Trinker des Dorfes. Pap ist ungebildet und in einem schlechten Zustand, lehnt Hucks Bildung ab und schlägt ihn häufig. Pap repräsentiert die Korruption der weißen Gesellschaft und das Scheitern der Familienstrukturen im Roman.
Duke und Dauphin: Zwei Betrüger, die Huck und Jim retten. Der alte Mann behauptet, der Erbe des französischen Throns zu sein, während der junge Mann behauptet, ein entführter Herzog zu sein. Huck erkennt, dass sie Betrüger sind, aber er lässt sie in ihrem Mitleid.
Miss Douglas und Miss Watson: Zwei wohlhabende Schwestern, die in St. Petersburg zusammenleben. Miss Douglas ist freundlicher und geduldiger, während Miss Watson strenge und heuchlerische religiöse Werte vertritt. Huck fürchtet, Miss Douglas zu enttäuschen, wenn er nicht den gesellschaftlichen Erwartungen entspricht.
Richter Thatcher: Der örtliche Richter, der zusammen mit Miss Douglas für Huck verantwortlich ist und das Geld bewacht, das Huck und Tom gefunden haben. Huck überträgt sein Vermögen an den Richter, als sein Vater zurückkehrt, und der Richter spendet Huck Trost. Richter Thatcher hat eine Tochter namens Becky.
Grangerfords: Eine Familie, die Huck aufnimmt, nachdem ein Dampfschiff ihn von Jim getrennt hat. Die Grangerfords sind in eine lächerliche und blutige Fehde mit der seit langem verfeindeten Familie Shepherdson verwickelt.
Wilks-Familie: Der Duke und der Dauphin treffen auf einen Mann, der vom Tod eines lokalen Mannes namens Peter Wilks berichtet. Sie geben sich als Wilks’ Brüder aus und beginnen eine Reihe von Betrügereien, die mit dem Verkauf von Jim ihren Höhepunkt erreicht.
Silas und Sally Phelps: Toms Tante und Onkel, die Huck zufällig begegnen, nachdem er erfahren hat, dass die Betrüger Jim verkauft haben. Sie sind im Wesentlichen gute Menschen, aber sie halten Jim unter Aufsicht, und Huck möchte den „zivilisatorischen“ Einfluss von ihnen vermeiden.
Tante Polly: Toms Tante und Schwester von Sally Phelps. Am Ende des Romans erkennt sie Huck, der sich wie Tom verhält, und Tom, der sich wie Sid verhält.

## Rezeption und literarische Bedeutung
Die Abenteuer des Huckleberry Finn war Mark Twains größter Erfolg und gilt als Schlüsselwerk der US-amerikanischen Literatur. Ernest Hemingway stellte den Roman an den Anfang der gesamten neueren amerikanischen Literatur. Der Literaturtheoretiker Wayne C. Booth merkt 2005 an, dass es in literarischen Werken selten eine so durchweg zweifelhafte Stimme („a consistently dubious voice“) gibt wie die von Huck Finn (oder wie die des Butlers in Kazuo Ishiguros Was vom Tage übrigblieb).

## Adaptionen

### Verfilmungen
Die Geschichten von Tom Sawyer und Huckleberry Finn wurden seit 1917 oft für das Kino und später auch fürs Fernsehen bearbeitet.

#### Einordnung der deutschen Verfilmungen
Eine relativ umfängliche Bearbeitung der Abenteuer von Tom Sawyer und Huckleberry Finn fand der Stoff in dem ZDF-Abenteuervierteiler Tom Sawyers und Huckleberry Finns Abenteuer von 1968. Die von Tom Sawyer unabhängigen Abenteuer des Huck Finn werden darin (im 4. Teil) jedoch lediglich bis zum Beginn der Flucht mit dem entlaufenen Sklaven Jim geschildert.
Die vollständigen Abenteuer sind in der deutsch/kanadischen Co-Produktion der 26-teiligen Fernsehserie Die Abenteuer von Tom Sawyer und Huckleberry Finn (Huckleberry Finn and His Friends, 1979) enthalten.
Die deutsche Verfilmung der Regisseurin Hermine Huntgeburth aus dem Jahr 2012 unter dem Titel Die Abenteuer des Huck Finn kam am 20. Dezember 2012 in die Kinos.

#### Internationale Verfilmungen (Auswahl)
- Huckleberry Finn (1920) von William Desmond Taylor mit Lewis Sargent als Huck und Gordon Griffith als Tom[4]
- Huckleberry Finn (1931) von Norman Taurog mit Junior Durkin als Huck und Jackie Coogan als Tom[5]
- Die Abenteuer des Huckleberry Finn (1939) von Richard Thorpe mit Mickey Rooney als Huck und Walter Connolly als König
- Abenteuer am Mississippi (1959) von Michael Curtiz mit Tony Randall als König und Eddie Hodges als Huck
- Tom Sawyers und Huckleberry Finns Abenteuer (Fernsehserie, 1968) mit Marc di Napoli als Huck Finn und Lina Carstens als Tante Polly
- Ganz unverbesserlich (1973) von Georgi Danelija, mit Roman Madjanow als Huck, Wachtang Kikabidse als Herzog und Jewgeni Leonow als König.
- Huckleberry Finn (Anime-Fernsehserie, 1976)
- Die Abenteuer von Tom Sawyer und Huckleberry Finn (Fernsehserie in 26 Episoden zu je 25 Min.; BRD/Kanada, 1979) mit Brigitte Horney als Tante Polly
- Die Abenteuer von Tom Sawyer und Huckleberry Finn (1982, Original-Titel: Приключения Тома Сойера и Гекльберри Финна) von Stanislaw Goworuchin, mit Fjodor Stukow (Tom), Wladislaw Galkin (Huck) und Marija Mironowa (Becky)[6]
- Sawyer and Finn (1983) mit Michael Dudikoff als Huck, schildert Abenteuer von Huck und Tom Sawyer als Erwachsene[7]
- Die Abenteuer von Huck Finn (1993), Drehbuch und Regie: Stephen Sommers, mit Elijah Wood als Huck, Courtney B. Vance als Jim, Jason Robards als König
- Die Abenteuer von Tom Sawyer und Huck Finn (Anime-Fernsehserie, 1994)
- Die Abenteuer des Huck Finn (2012), Regie: Hermine Huntgeburth mit Leon Seidel als Huck, Louis Hofmann als Tom, Jacky Idy als Jim
- Tom Sawyer und Huckleberry Finn (2014) mit Joel Courtney als Tom und Jake T. Austin als Huck

### Musical
Das Musical Tom Sawyer und Huckleberry Finn wurde im Jahr 2014 in einer deutschen Fassung nach Entwürfen von Kurt Weill und Maxwell Anderson aus dem Jahr 1950 durch John von Düffel dramaturgisch überarbeitet und herausgebracht.

### Hörspiel
Eine vom Südwestrundfunk produzierte und vom Hörverlag herausgegebene Hörspielfassung wurde 2009 mit dem Radio-Eins-Hörspielkino-Publikumspreis ausgezeichnet. In den Hauptrollen sprachen unter anderem Martin Semmelrogge, Marc Hosemann und Tommi Piper, die Hörspielbearbeitung und Regie übernahm Robert Schoen.

### Comic
2013 erschien im Suhrkamp Verlag eine Adaption von Olivia Vieweg unter dem Titel Huck Finn. Der Graphische Roman hält sich eng an den ersten Teil der Vorlage, kürzt aber den Handlungsbogen um den „Herzog“ und den „König“ heraus und setzt die Geschichte in einen modernen Kontext. Huck Finn flüchtet hier mit der asiatischen Zwangsprostituierten Jin von Halle aus die Saale hinab Richtung Hamburg.

## Ausgaben

Buchtitel von ca. 1920 in Sütterlinschrift: Huckleberry Finns Fahrten und Abenteuer

Das Buch ist in unterschiedlicher Ausstattung bei vielen Verlagen erhältlich. In manchen Ausgaben sind auch die übrigen Abenteuer mit Tom Sawyer zusammengefasst.
- Michael P. Hearn (Hrsg.): Alles über Huckleberry Finn. Europa Verlag, Hamburg 2003, ISBN 3-203-83535-5
- Die Abenteuer des Tom Sawyer und Huckleberry Finn. Komet Verlag, Köln 2003, ISBN 978-3-89836-323-5
- Übers. Friedhelm Rathjen: Die Abenteuer von Huckleberry Finn. Haffmans, Zürich 1997, ISBN 3-251-20268-5; wieder Zweitausendeins, 1998, ISBN 3-86150-288-7
- Huckleberry Finn. Area Verlag, Erftstadt 2004, ISBN 978-3-89996-144-7
- Huckleberry Finns Abenteuer. Deutscher Taschenbuch Verlag, München 2006, ISBN 978-3-423-13443-9
- Hrsg., Übers. Andreas Nohl: Tom Sawyer und Huckleberry Finn. Hanser, München 2010; Deutscher Taschenbuch Verlag, München 2012
  - danach Hörspiel: Tom Sawyer & Huckleberry Finn. Die neuen Hörspielinszenierungen. 2010, 5-CDs  Der Hörverlag ISBN 978-3-86717-520-3
- Oliver Kellner, Ulf Marek: Seewolf & Co. Schwarzkopf & Schwarzkopf, Berlin 1999, ISBN 978-3-89602-190-8
- Hrsg., Übers. Wolfram Gramowski: Huckleberry Finn. Agrippina Verlag, Köln 1950
- Übers. Irma Silzer: Huckleberry Finns Abenteuer. Büchergilde Gutenberg, Zürich 1953
- Die Abenteuer des Huckleberry Finn. Dressler Verlag, Hamburg 1995, ISBN 978-3-7915-3565-4
- Abenteuer und Fahrten des Huckleberry Finn bei Zeno.org. Stuttgart 1892

Comic
- Olivia Vieweg: Huck Finn. Suhrkamp, Berlin 2013, ISBN 978-3-518-46429-8

## Sonstiges

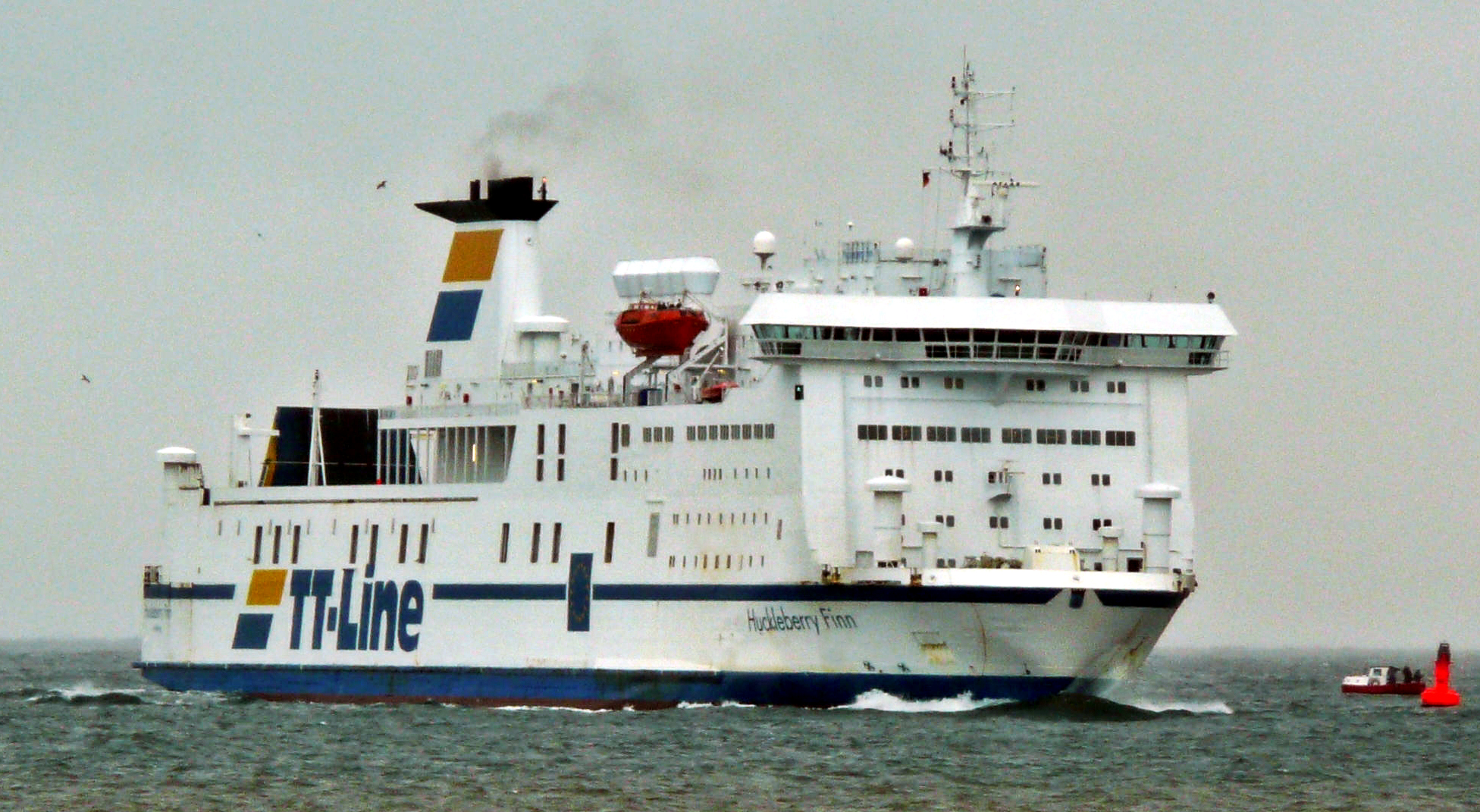
Autofähre Huckleberry Finn

Eine der von TT-Line zwischen Deutschland und Schweden eingesetzten Autofähren ist nach Huckleberry Finn benannt.
Percival Everett hat 2024 den Roman James veröffentlicht; er erzählt die Abenteuer des Huckleberry Finn aus der Sicht des Sklaven Jim.